# Омодей Аба

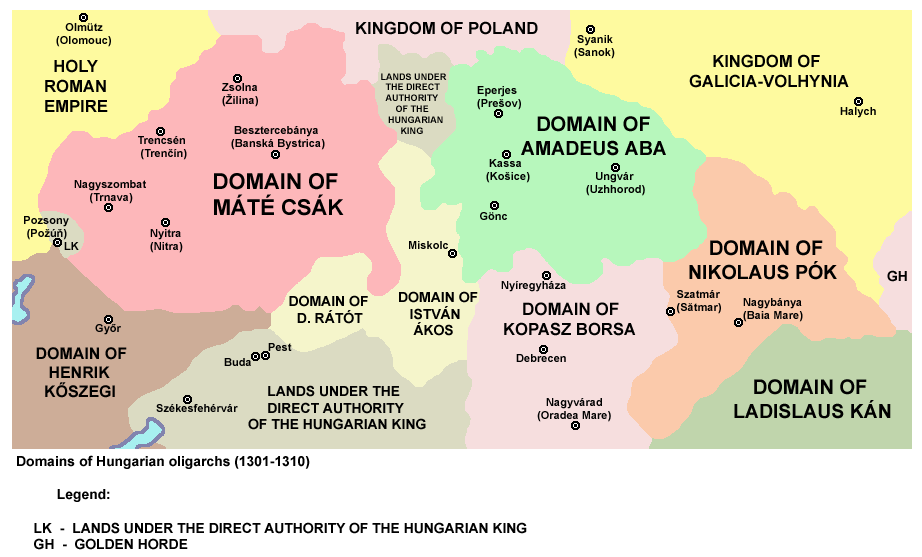
Володіння Омодея Аба серед інших земель Угорського королівства.

Омоде́й А́ба (словац. Omodej Aba, лат. Amadeus, Omodeus, угор. Aba Amadé) (? — 5 вересня 1311) — угорський дворянин, магнат. Засновник роду Омодейовців.
Належав до найбагатших і найвпливовійших угорських магнатів. Володів величезними маєтностями в північно-східній Словаччині, з яких утворив самостійну державу, де володарював незалежно від короля. У своєму граді надав притулок Владиславу Локетку. Із власним військом вторгнувся до Польщі, щоб допомогти Владиславу отримати трон.
Дійшов до суперечок з міщанами міста Кошиці, яке було опорою короля в протистоянні з Омодейовцями. В одній із сутичок з міщанами Омодея вбили. Подальші суперечки з цього приводу між синами Омодея, містом Кошиці і королем Карлом І Робертом закінчилися битвою при Розгановцях, в якій гору взяв король.